# 오산은계 21 리버빌

## 기본정보
21 리버빌(영어: 21 RiverVill)은 대한민국 경기도 오산시 은계동에 위치한 소규모 아파트 단지이다. 분양아파트이다. 2004년에 완공하였다. 1개동, 199세대이다. 은계동 삼성연립을 재건축하였다. ‘해당 기사 에 따르면, 재건축 사업 승인 이후 시공사의 연쇄 부도가 거듭되면서 최종적으로 한탑건설이 시공권을 넘겨받게 되었고, 이 과정에서 일부 토지주와 소송과 분쟁을 빚었으며, 또 조합과 시공사의 마찰로 큰 어려움을 겪었다가 합의 약정을 체결해 일단락되었다. 이 아파트 분양부터 완공까지 정말 많은 시행착오를 거쳤다는 것을 알 수 있다. 

## 상세정보
개별난방 방식을 사용한다. 그리고 주차대수는 총 202대이다. 

### 승강기
승강기는 2003년식 현대 STVF-2였으나, 관리사무소에 따르면 2025년 7월 3일부터 8월 2일까지 현대엘리베이터 제품으로 전 세대가 동시 교체된다고 한다.

### 제각각 명칭
- 명칭이 여러 가지이다. 주변 은계동, 궐동 일부 지역 등을 돌아다니다가 쉽게 알 수 있는 정보이다. 주민들은 리버빌 및 리버빌아파트, 관리사무소는 21리버빌아파트, 구글 지도의 경우에는 21리버빌2차아파트 등... 통일화 되지 않고 제각각인 명칭이 단지의 특징이다. 따라서 공식적인 단지명 표기로는 21리버빌로, 통용적이거나 관습적으로써의 표기는 리버빌로 하면 될 것이다.